# Por ti/No sé, no sé
«Por ti/No sé, no sé» es un doble sencillo del cantautor español José Luis Perales del álbum Nido de águilas. Fue lanzado en 1981, por la discográfica Hispavox (completamente absorbida por EMI en 1985), siendo Danilo Vaona y Rafael Trabucchelli† los directores de producción.

## Lista de canciones
| Lado A |          |          |  |
| N.º    | Título   | Duración |  |
| 1.     | «Por ti» |          |  |

| Lado B |                |          |  |
| N.º    | Título         | Duración |  |
| 1.     | «No sé, no sé» |          |  |

## Créditos y personal

### Músicos
- Arreglos: Danilo Vaona, Rafael Trabucchelli† y Agustín Serrano

### Personal de grabación y posproducción
- Todas las canciones compuestas por José Luis Perales
- Compañía discográfica: Hispavox
- Realización y dirección: Danilo Vaona y Rafael Trabucchelli†
- Fotografía: S. CARREÑO
- Fotomecánica: GROF
- Ingenieros de sonido: Ángel Barco y Bruno Malasoma

### Créditos y personal
- Perales, José Luis (2012). «DISCOGRAFÍA - NIDO DE ÁGUILAS». Archivado desde el original el 26 de abril de 2012. Consultado el 15 de enero de 2013.

- Datos: Q16620993